# 圣约翰大学足球队
圣约翰大学足球队（St John's University Football Team），成立于1896年，是上海历史上第一支足球队，也是中国最早的足球队之一，为上海圣约翰大学的校队，成立之时还处晚清，学生球员们依旧带着长辫踢球，因此又被人称之为「约翰辫子军」。
圣约翰大学创建于1879年，原名是圣约翰书院（Saint John's College），1905年升格为圣约翰大学，足球队成立之时还是圣约翰书院足球队。1902年，圣约翰书院足球队与南洋公学足球队进行了一场校级比赛，是上海历史上第一场正式意义上的足球比赛，据说盛況空前，吸引了现场近千名球迷观看。此后，双方每年比赛一次。两校成为上海足坛的执牛耳者。在圣约翰与南洋的带动下，之江、沪江等大学及吴淞商船学校、徐汇中学、中西书院等学校，也相继成立了足球队。
1913年，华东大学体育联合会成立，圣约翰大学与南洋、沪江、之江、东吴、金陵大学这6所学校成立足球联赛，是继香港特別銀牌賽事后中国较早的的足球联赛。足球联赛的开展大大提高了上海乃至中国足球水平，涌现出不少球星，上海也成为中国足球的高地。
1950年12月，圣约翰大学正式宣布与美国圣公会脱离关系。1952年，在全国高校院系调整中，圣约翰大学也被拆散并入上海多所高校，校足球队的历史也就此终止。

## 球队历史
| 年 份  | 事 件                                                                        |
| ------ | ---------------------------------------------------------------------------- |
| 1896年 | 圣约翰书院足球队成立。                                                       |
| 1902年 | 与南洋公学足球队进行校级比赛，为上海历史上第一场正式意义上的足球比赛。       |
| 1905年 | 随校升格为圣约翰大学足球队。                                                 |
| 1913年 | 参与宁、沪、杭、苏四地华东大学体育联合会足球联赛，中国最早的跨区域足球联赛。 |
| 1952年 | 大学撤销，足球队解散。                                                       |